# Julien Luchaire

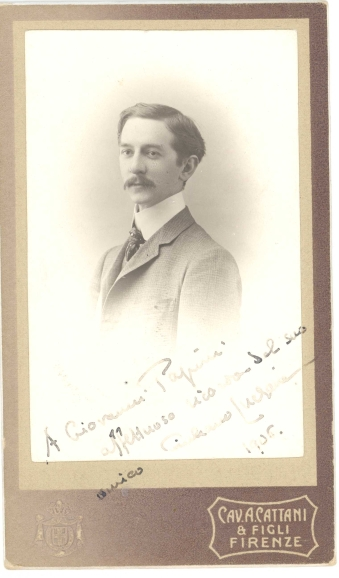
Julien Luchaire

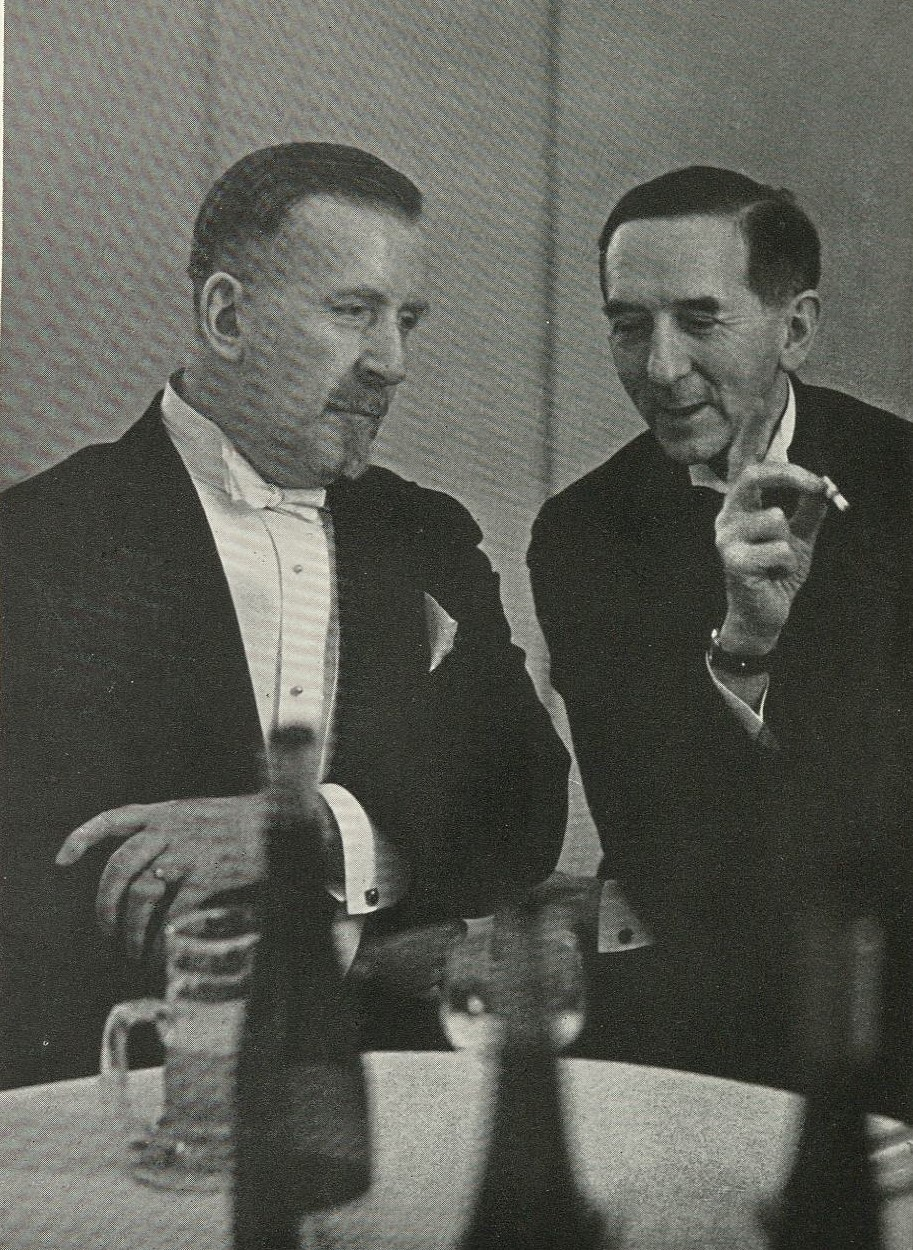
Mit Heinrich Mann in Berlin, 1931. Fotograf Erich Salomon

Julien Luchaire  (* 15. August 1876 in Bordeaux; † 12. Mai 1962 in Paris) war ein französischer Romanist, Italianist, Politiker und Schriftsteller.

## Leben und Werk
Luchaire besuchte das Lycée Henri IV, dann die École normale supérieure. Er bestand 1897 die Agrégation de grammaire. Von 1898 bis 1899 weilte er an der École française de Rome, von 1900 bis 1905 lehrte er an der Universität Lyon. Er habilitierte sich 1906 mit den beiden Thèses Essai sur l’évolution intellectuelle de l’Italie de 1815 à 1830 (Paris 1906) und (Hrsg.) Documenti per la storia dei rivolgimenti politici del comune di Siena dal 1354 al 1369 (Lyon 1906) und war von 1906 bis 1919 Professor für Italienisch an der Universität Grenoble.
1907 gründete er (als erstes Institut dieser Art) das Institut français von Florenz und 1916 mit Guglielmo Ferrero die Zeitschrift Revue des nations latines, die bis 1918 erschien. Nach dem Krieg war Luchaire zuerst hoher Beamter in verschiedenen Ministerien, dann Generalinspektor des Unterrichtswesens.
Ab 1922 war Luchaire als Experte in der Internationalen Kommission für geistige Zusammenarbeit des Völkerbundes Mitarbeiter von Henri Bergson. Von 1925 bis 1930 leitete er in Paris das Internationale Institut für geistige Zusammenarbeit  (eine Art UNESCO-Vorläufer), trat aber dann zurück und lehrte, da keine Inspektoren-Stelle frei war und er den ihm angebotenen Posten des Leiters des Unterrichtswesens im Bezirk Rennes ablehnte, von 1932 bis 1937 an der École pratique des hautes études. Von 1937 bis zu seiner Pensionierung 1941 war er wieder Inspektor des Unterrichtswesens.
Von 1940 bis 1944 leitete Luchaire von Clermont-Ferrand aus für (den als Juden gefährdeten) Léon Pierre-Quint (1895–1958) dessen Verlag Éditions du Sagittaire. In Clermont lebte er im Kontakt mit seiner Straßburger Fakultät, die dorthin evakuiert worden war und der er immer noch angehörte.
Neben seinen wissenschaftlichen Publikationen schrieb Luchaire Theaterstücke, Romane und eine Autobiographie mit dem Titel Confession d’un Français moyen 1876–1950 (2 Bde., Florenz 1965).
Julien Luchaire war der Enkel des Historikers Jules Zeller (1813–1900), der Sohn des Mediävisten Achille Luchaire (1846–1908), der Vater des Pressemagnaten Jean Luchaire (* 1901, 1946 wegen Kollaboration hingerichtet), der Schwiegervater des Dadaisten und Surrealisten Théodore Fraenkel (1896–1964) und der Großvater der Schauspielerin Corinne Luchaire (1921–1950). Er war seit 1929 in dritter Ehe  mit der deutschen Schriftstellerin (jüdischer Abstammung) Antonina Vallentin  (*Lemberg 1893 – †Paris 1957) verheiratet. Dass er seine Frau samt deren Familie vor dem antisemitischen Zugriff des Vichy-Regimes und der Nazis retten konnte, hatte wohl auch damit zu tun, dass sein Sohn Jean auf dieser Seite in hohem Ansehen stand, ein Ansehen, das sich gleichsam selbstverständlich (wenn auch schwächer) auf ihn übertrug und unter dem er nach der Befreiung zu leiden hatte.

## Weitere Werke (Auswahl)
- (Übersetzer) Ugo Foscolo, Les dernières lettres de Jacques Ortis, Paris 1906 (Vorwort von Émile Faguet), Toulouse 1986, 1991, 1994
- Les démocraties italiennes, Paris 1915, 1920, 1970
- Le désarmement moral, Paris 1932
- Les sociétés italiennes du XIIIe au XVe siècle, Paris 1933, 1954
- (Hrsg.) Racine, Britannicus, Paris/Clermont 1940
- Chateaugay. Roman, Paris 1943
- Confession d’un Français moyen 1876-1914, Marseille 1943 (Editions du Sagittaire)
- (Hrsg.) André Chénier, Bucoliques. Pièces principales, Paris 1943
- La ceinture rose. Roman, Paris 1946
- Boccace, Paris 1951 (italienisch: Boccaccio, Mailand 1969)
- (Übersetzer)  Giovanni Papini, Le livre noir, Paris 1953